# Die sechs Sklavinnen des Jemeniten

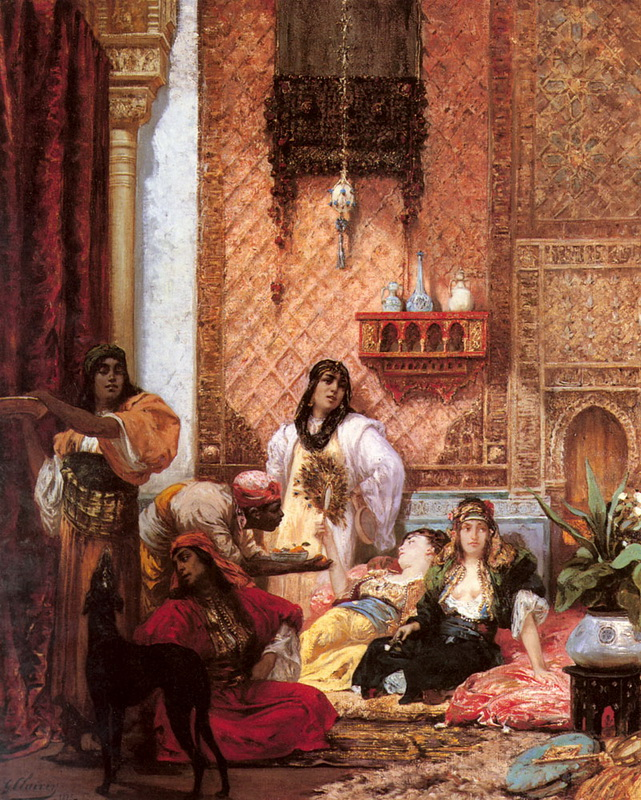
Die Sängersklavinnen des Jemeniten. Bild von Georges Clairin, 1875

Die sechs Sklavinnen des Jemeniten ist eine Erzählung aus den Geschichten aus Tausendundeiner Nacht. In der Arabian Nights Encyclopedia wird sie als ANE 84 gelistet.
In der Geschichte treten sechs Sängersklavinnen im rhetorisch-intellektuellen Wettstreit gegeneinander an.

## Handlung
Eines Tages bat der Kalif Al-Ma'mun einen seiner Tischgenossen, Muhammad al-Basri, ihm eine Geschichte zu erzählen. Dieser erzählte ihm daraufhin die nachfolgende Geschichte.
Einst zog ein reicher Mann aus dem Jemen mit seiner Familie nach Bagdad um. Er hatte zudem sechs Sklavinnen als Konkubinen, die so schön wie der Mond waren. Die erste war von weißer Hautfarbe, die zweite von brauner, die dritte von gelber und die vierte von schwarzer Hautfarbe. Die fünfte war dick, die sechste schlank. Die Mädchen waren von vollendeter Bildung und verstanden sich zudem auf die Kunst des Gesangs und des Saitenspiels. Eines Tages saß der Jemenite mit seinen Sklavinnen zu einem Mahl beisammen. Er ließ nacheinander seine Sklavinnen die Laute spielen und Verse der Liebe singen. Die Mädchen standen zueinander nun im Wettbewerb und baten ihren Herrn über sie zu entscheiden, wer von ihnen am besten war. Daraufhin ließ ihr Herr die Sklavenmädchen miteinander in Paaren direkten Wettstreit treten. Um ihre Bildung zu demonstrieren, sollten sie entweder aus dem Koran, Geschichten oder Gedichte zitieren, mit denen sich die jeweilige Sklavin selbst rühmen und ihre Gegnerin schmähen sollte. So sollte die weiße Sklavin gegen die schwarze, die gelbe gegen die braune und die dicke gegen die schlanke antreten.
Die weiße Sklavin rühmte ihre weiße Schönheit und bezog sich dabei unter anderem auf die Geschichte von Moses und dem Dornbusch, als Gott ihm befahl, seine Hand auf die Brust zu legen, auf dass sie weiß, ohne Übel hervorkomme. Ebenso habe Gott erklärt, dass jene, deren Gesichter weiß sind, seine Huld hätten. Dann begann sie die Schwarze als Tintenguss, Schmierruß und Rabengesicht zu schmähen. Anschließend nahm sie Bezug auf Sem und Ham, die Söhne des Noah. Nachdem Ham eine Untat getan hatte, habe Gott Ham verflucht und mit schwarzer Hautfarbe bestraft, woraufhin er ins Land der Habasch (Schwarzen) gegangen, dessen Bewohner alle seine Nachkommen seien. Auch sei sich die Menschheit einig, dass die Schwarzen wenig Verstand besäßen. Nun ging die schwarze Sklavin zum Gegenangriff über und erwähnte die im Koran gelobte Schwärze der Nacht; dass schwarzes Haar im Gegensatz zu weißem von Jugend zeuge und das Schwarz doch sogar ins Zentrum des menschlichen Auges gelegt worden sei (Pupille). Ebenso zitierte sie viele Gedichte, die dunkelhäutige Menschen und die Schwärze etwa der Nacht priesen. Dann begann sie die weiße Farbe zu schmähen.
Nun war die dicke Sklavin an der Reihe und entblößte einen Teil ihres Körpers, um ihre ansehnlichen Kurven zu demonstrieren, zudem brachte sie Verse und Anekdoten über die Vorzüge des Fettes und begann dann die schlanke Sklavin wegen ihrer Statur zu schmähen. Daraufhin war es an der schlanken Sklavin zu antworten und sie begann ihre körperliche Gestalt zu preisen, die die Leidenschaft der Männer wecke, während diese die Dicke gar nicht umarmen könnten, da sie zu füllig sei, um umarmt zu werden, und ihre dicken Lenden den Weg zu ihrem Schoß versperrten. Das fette Fleisch ihres Körpers tauge allein dafür, dass man die Dicke schlachte.
Die gelbe Sklavin begann nun die Schönheit ihrer Hautfarbe mit dem Koran zu begründen, ebenso verwies sie auf die gelbe Farbe von Gold und Safran, und zitierte ein Gedicht. Nun begann sie die braune Sklavin zu schmähen. Sobald an etwas Essbarem etwas Braunes entdeckt werde, sei Gift darin verschmeckt. Auch seien die unter anderem die Schmeißfliegen braun. Da ging die braune Sklavin in den Gegenangriff. Sie begann nun ihre Gestalt zu rühmen, die weder fett noch mager sei, noch gelb wie gallenkrank, schwarz wie die Erde und weiß wie Lepra-Aussatz. Anschließend zitierte sie Gedichte, die das Braun positiv erwähnten. Darauf begann sie die gelbe Sklavin zu schmähen.
Nachdem die Sklavinnen nun alle gegeneinander angetreten waren, entsagte ihr Herr der Aufgabe, eine Gewinnerin festzustellen. Stattdessen versöhnte er sie miteinander und schenkte ihnen allen Juwelen und kostbare Kleider. Mit diesen Worten beendete Muhammad al-Basri seine Erzählung und sagte Kalifen al-Ma'mun zudem, dass er zu keiner Zeit und in keinem Land etwas Schöneres als die sechs Sklavinnen gekannt habe. Daraufhin erklärte al-Ma'mun, dass er diese Sklavinnen besitzen wolle, und entsandte Muhammad al-Basri zu dem Jemeniten, damit dieser für jeweils zehntausend Dinare ihm die Sklavinnen abkaufe. Der Jemenite ging auf den Wunsch des Kalifen ein und verkaufte ihm seine Sklavinnen, deren Gesellschaft den Kalifen sehr erfreute. Nach einiger Zeit jedoch überkam den Jemeniten schrecklicher Sehnsucht nach seinen ehemaligen Sklavenmädchen und er sandte ihm einen Brief mit der Bitte, ihm die Mädchen doch zurückzugeben. Der Kalfi al-Ma'mun kam dem nach und gab dem Jemeniten zudem weitere sechzigtausend Dinare. Der Jemenite lebte bis zu seinem Tode glücklich mit den Sklavinnen zusammen.

## Hintergründe

### Historischer Hintergrund
Die Figuren der sechs Sklavinnen haben einen historisch realen Hintergrund. Es handelt sich bei ihnen um sogenannte Sängersklavinnen, arabisch: Qiyān; Qaina (Sing). Die im 8. bis 10. Jahrhundert im abbasidischen Kalifat lebenden Qiyān waren hochgebildete Frauen, die am ehesten als Unterhaltungssklavinnen, teils auch als Edelkurtisanen bezeichnet werden können. Sie waren in unterschiedlichsten Künsten und Disziplinen ausgebildet, vor allem in Gesang, Tanz und Musik, gesellschaftlicher Etikette und erotischer Verführungskunst. Viele beherrschten zudem Philologie, Dichtung, Rhetorik, manchmal auch Geschichte und Theologie sowie die Disziplinen der Rezitation und Interpretation des Koran; die Ausbildung dauerte viele Jahre. Ein Teil der Qiyān bewegte sich in der höfischen Kultur der obersten gesellschaftlichen Schichten – nicht selten in der Umgebung der Kalifen – und genoss höchstes Ansehen.
Der Kalif Al-Ma'mun (786–833, reg. 813–833) ist eine historische Figur. Er war der siebte Kalif der Dynastie der Abbasiden.

### Textquelle und Nutzung
Die Geschichte ist in den ägyptischen Manuskripten und den meisten frühen arabischen Druckausgaben von Tausendundeine Nacht enthalten. Auf die Kalkutta-II-Ausgabe griffen Richard Francis Burton und Enno Littmann zurück, Gustav Weil entweder auf die Bulaq-I-Edition oder die Breslauer Ausgabe.

### Rolle in der arabischen Literatur und Interpretation
Die Geschichte zählt in der arabischen Literatur zur Gattung der munâzara, einer dialogischen Gattung, in der zwei Partner um ihren relativen Wert wetteifern. Sie spiegelt auch die Tendenz der shu'ûbiyya wider, die Konfrontation zwischen traditionellen arabischen Werten und dem Bewusstsein für neue Beziehungen zwischen den Völkern. Die Hautfarbe der Sklavenmädchen soll die verschiedenen ethnischen Gruppen symbolisieren.

### Verweise auf Erzählungen im Koran und der Bibel
Die weiße Sklavin bezieht sich ihrer Lobpreisung des Weißen durch die Hand des Moses auf den Koran, Sure 27, Vers 12, wo es heißt, dass die Hand weiß und rein hervorkommen soll. Im Alten Testament ist die Formulierung anders, hier wird die Hand des Moses durch Aussatz weiß, ehe sie wieder normal (dunkler) wird (Buch Exodus, Kap. 4, Vers 6–7). Ebenso zitiert die Sklavin Sure 3, Vers 103 bezüglich der weißen Gesichter. In Bezug auf die Untat des Ham bezieht sie sich auf 1. Mose, Kap. 9, Vers 20ff.
Der Bezug der Schwarzen Sklavin auf die schwarze Nacht ist im Koran, Sure 92, Vers 1–2. Die gelbe Sklavin zitiert in Bezug auf ihre Farbe den Koran, Sure 2, Vers 64.

## Ausgaben
- Gustav Weil: Tausend und eine Nacht – Arabische Erzählungen, Karl Müller Verlag, Erlangen 1984 (Erstausgabe 1839), 4 Bände (Bulaq-I-Edition und Breslauer Edition), Band 2, S. 378–381.
- Enno Littmann: Die Erzählungen aus den tausendundein Nächten, Insel Verlag, Frankfurt 1968 (Erstausgabe 1922–1928), 6 Bände (Kalkutta-II-Edition), Band 3, S. 280–298.